# 西川昌希
西川 昌希（にしかわ まさき、1990年2月26日 - ）は、三重県津市出身、三重支部所属の元ボートレーサー。Youtuber。三重県立石薬師高等学校卒業

## 来歴
幼少期に両親が離婚し、母方の親類だった弘道会3次団体幹部の元に預けられる。小学生時代から組の行事に参加し、中学時代には組のシノギを元手にパチスロ、ナイター競輪、裏ポーカーに明け暮れたと回顧している。
そんな中、その親族が組の若頭殺害事件に関与したとして逮捕され、「大きくなったら自分はヤクザになるものと思っていた」「蛙の子は蛙という諺を信じ、渡世人として生きる自分を思い描いていた」将来は一転。本人曰く「偶然目にしたボートレーサーの試験にまぐれで合格」し（なお、反社会的勢力の関係者は本来受験資格さえもない。ボートレーサー養成所#受験資格と入学条件を参照）、競艇選手として2009年5月に津競艇場でデビュー。
2015年3月のボートレースクラシック（ボートレース尼崎）でSG初出場、同年12月にボートレース平和島で開催されたG1トーキョー・ベイ・カップ（周年記念）で初優出、優勝戦で2着。三重支部のホープとして活躍が期待されていた。

### 突然の引退と逮捕、八百長発覚
2019年9月30日付けで突然引退。当時は腰痛による体調不良など、健康面の問題が引退の原因であると推察されていた。実際には、西川はこの時既に日本モーターボート競走会に八百長の事実を伝えた上で「責任を取るため引退したい」としたが、競走会はこのことを世間に公表することを避けている。
2020年1月8日、親族の男と共に名古屋地方検察庁特別捜査部に逮捕された事が報じられた。びわこ競艇場で行なわれた2019年7月2日の第6回G3イースタンヤング第7競走にて、故意に減速し順位を操作する八百長行為をし、同じく逮捕された男から見返りとして現金300万円を受け取ったというモーターボート競走法第72条（競走に関して賄賂を遣り取りする行為及び競走における不正行為の禁止、競走で全力を尽くす義務）に違反したもので、その後起訴された。その後、さらに11の競艇場・18のレースでも故意に順位操作を行い、見返りとして計3,425万円を受け取ったとして名古屋地検特捜部に再逮捕・追起訴された。3月19日、名古屋地方裁判所にて初公判を行い、起訴内容を認めた。
10月21日、名古屋地裁は西川に懲役3年・追徴金3,725万円（求刑懲役4年・追徴金3,725万円）の実刑判決を言い渡した（共犯者には懲役3年・執行猶予5年・罰金1,100万円（求刑懲役3年・罰金1,100万円））。その後、西川は2023年3月に出所している。
西川は、八百長に至った動機について「カネだけが目的だったのかと言えば、そうではない気もする」とし、「自分の思い描いた八百長の構図をレースで演じ切る」ことに強い達成感を抱いていたという。その一方で、全盛期の1年間の賞金額に相当する2500万円以上の金を数回の八百長で稼げる（なおかつ税金が取られない）こともやはり八百長を行った理由の一つであり、「いったん不正の旨味を知った俺は、甘い誘惑から逃れられなくなった」とも綴っている。また、2015年5月に同一シリーズで2度のフライングを犯し、90日間の斡旋停止を受けたことでモチベーションが低下していたところ、共犯者との些細な会話から興味本位で八百長の実行に至ったとも語っている。
出所後は丸山ゴンザレスのYoutubeチャンネルに出演し、自身の逮捕、裁判、服役、家族（妻子がいたが事件を機に離婚した）について語り、その後自身のYoutubeチャンネル『西川昌希のゼロヒャク[元A1ボートレーサー]』を開設した。

## 戦歴
- 2009年3月20日、選手登録。
- 2009年5月1日からボートレース津で開催された 一般戦「パール賞」初日第1Rでデビュー[16]。（失格）
- 2009年7月1日からボートレース戸田で開催された 一般戦「第9回埼玉新聞社杯」3日目第1Rでデビュー初勝利[17]。
- 2012年5月3日からボートレース津で開催された 一般戦「スポーツニッポンパール賞」6日目（最終日）第12R優勝戦でデビュー初優出[18]。（5号艇5コース進入6着）
- 2014年4月11日からボートレース桐生で開催された 一般戦「第8回マンスリーBOATRACE杯」5日目（最終日）第12R優勝戦でデビュー初優勝[19]。
- 2014年9月23日からボートレース戸田で開催された G1「第1回ヤングダービー」初日第2RでG1初出場で初勝利[20]を挙げる。（6号艇2コース進入）
- 2015年3月17日からボートレース尼崎で開催された SG「第50回ボートレースクラシック」初日第9RでSG初出場[21]。（5号艇5コース進入 5着）同競走4日目第11Rでイン逃げで勝利[22]し、SG初勝利。SG初出場ながら準優勝戦へ進出[23]した。（3着）
- 2015年12月3日からボートレース戸田で開催された G1「第61回トーキョー・ベイ・カップ」6日目（最終日）第12R優勝戦でG1初優出[24]。（5号艇5コース進入 2着）
- 2019年9月18日からボートレース三国で開催された G1「第6回ヤングダービー」4日目第11Rのレースに出場[25]後、突如帰郷（以後の競走を全て棄権）。（1号艇1コース進入 6着）
- 2019年9月30日、選手登録消除。（引退）

## 戦績
- 出走回数：2112回
- 1着回数：488回
- 優出回数：52回
- 優勝回数：12回
- G1優出回数：1回
- フライング(F)回数：18回
- 出遅れ(L)回数：0回
- 通算勝率：5.74
- 2連対率：40.67
- 3連対率：56.53
- 生涯獲得賞金：174,553,690円

## 著書
- 『競艇と暴力団 「八百長レーサー」の告白』宝島社、2020年11月、ISBN 978-4299010483